# Doire (département)
Pour les articles homonymes, voir Doire.
1802–1814
Entités précédentes :
- République subalpine

Entités suivantes :
- Royaume de Sardaigne

La Doire ou initialement Dora est un ancien département français situé dans l'actuel territoire de l'Italie. Son chef-lieu était Ivrée, et son numéro 109 dans la liste des 130 départements français de 1811

## Histoire
Le département est créé le 11 septembre 1802 (décret du 24 fructidor de l’an X). Ce territoire issu du Piémont sarde en 1798 est d'abord administré au sein d'une entité dénommée Éridan, qui inclut alors aussi le futur département du Pô. Le département tire son nom de la Doire Baltée, qui traverse Aoste et Ivrée.
Il revient aux États de Savoie en vertu du traité de Fontainebleau du 11 avril 1814.

## Administration
Le département comptait trois arrondissements :
- Arrondissement d'Ivrée :
  - Cantons : Candia, Caravino, Castellamont, Chiaverano, Cuorgnè, Ivrée, Locana, Ponte, Saint-Martin, Settimo-Vittone, Strambino, Vico, Vistrorio.
- Arrondissement d'Aoste :
  - Cantons : Aoste, Châtillon, Donnas, Fontaine-More, Morgez, Valpelline, Verrès, Villeneuve.
- Arrondissement de Chivasso :
  - Cantons : Caluso, Chivasso, Rivara, Rivarolo, Saint-Benigno, Saint-Georges.

Le département de la Doire faisait partie de la 27e division militaire, avec Marengo, le Pô, la Sesia, la Stura et, jusqu'en 1805, le Tanaro. Le 24e régiment de chasseurs à cheval avait son dépôt à Ivrée. Le 13 avril 1809, la 9e compagnie du régiment fut créée et stationnée à Ivrée, avec des cadres et des chasseurs sortant des 3e, 14e et 24e régiments de chasseurs à cheval.

## Population
La population était estimée à 224 127 habitants, dont une bonne partie francophones, correspondant à l'actuelle Vallée d'Aoste.

## Économie
D'après le Dictionnaire géographique portatif (1809), le département abondait en pâturages, grains, chanvre, fruits de toutes espèces. Il y avait quelques mines de fer, des fabriques de toiles et des manufactures de soie. On retient aussi le commerce de bestiaux.

## Liste des préfets

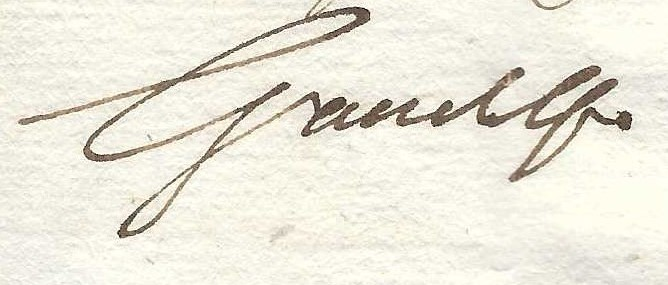
1809 06 05 SienneS Cascian signature Gandolfo

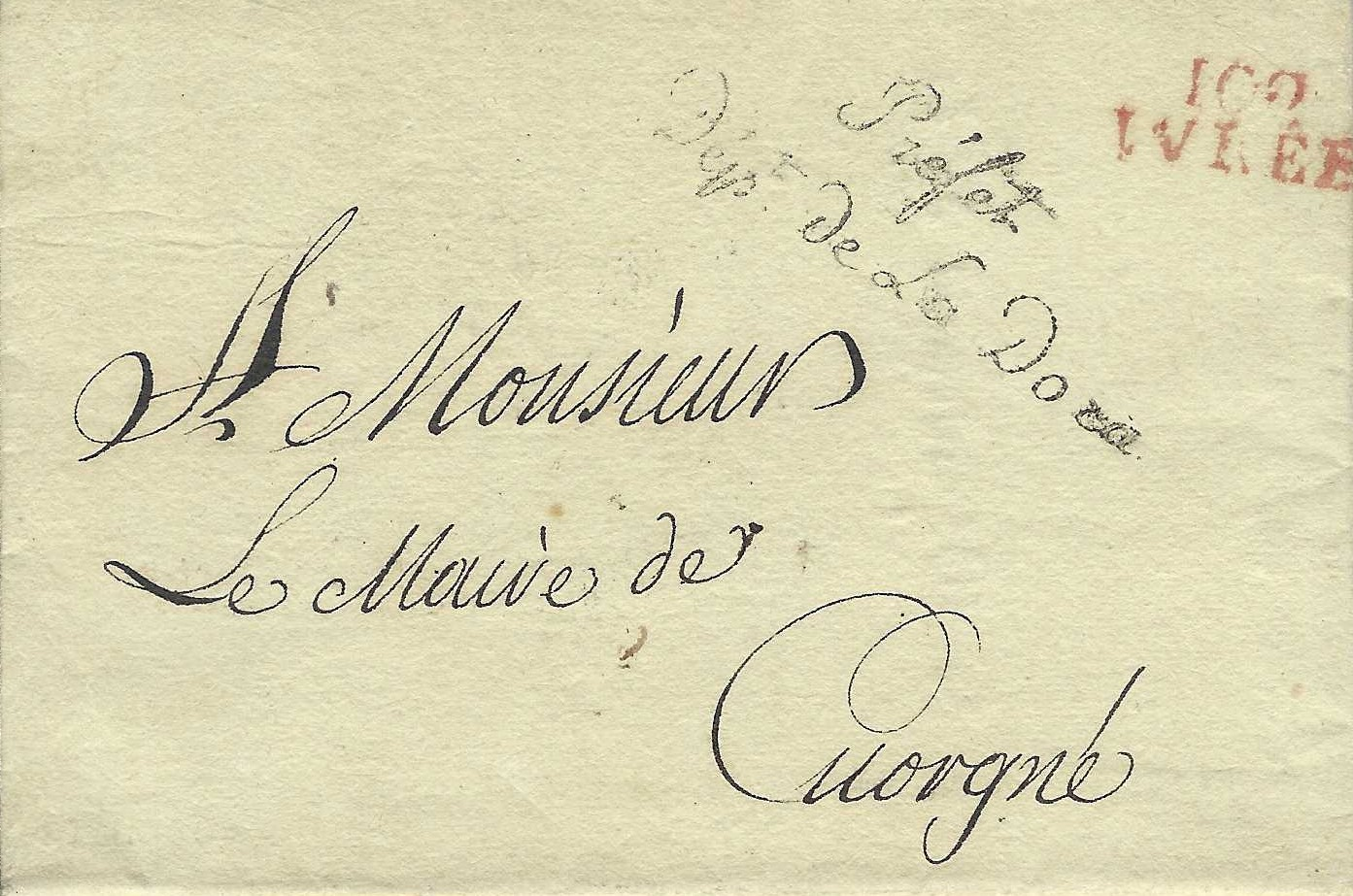
Lettre du 27 janvier 1806 portant le cachet de franchise du préfet de la Dora (sic) Plancy

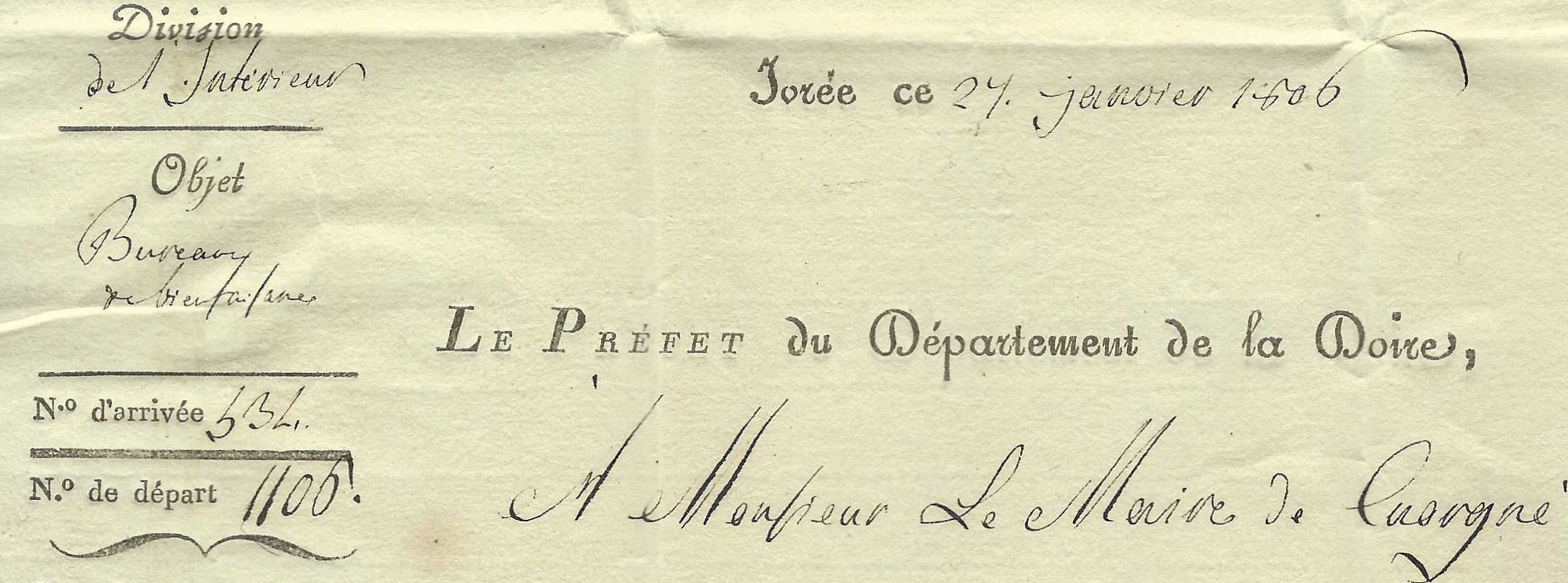
En-tête de lettre du 27 janvier 1806 du préfet de la Doire Plancy

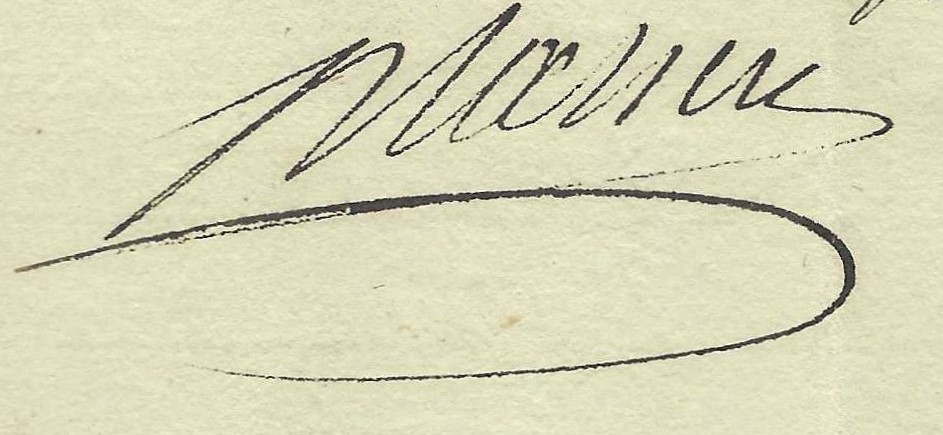
signature du préfet Plancy

| Période      | Période | Identité                         | Fonction précédente                 | Observation |
| ------------ | ------- | -------------------------------- | ----------------------------------- | --- |
| 10 mai 1801  | 1805    | Ange Gandolfo                    |                                     | Passe à la préfecture de l'Ombrone                                                                                   |
| 4 mai 1805   | 1808    | Adrien Godard d'Aucour de Plancy | Sous-préfet de Soissons (1804-1805) | Préfet de la Nièvre (1808-1810) Préfet de Seine-et-Marne (1810-1815)                                                 |
| 30 mai 1808  | 1813    | Auguste Jubé de La Perelle       | Adjudant-général Membre du Tribunat | Préfet du Gers (1813) Obtient sa retraite sous la Restauration avec le grade de Maréchal de camp                     |
| 12 mars 1813 | 1814    | Scipion de Nicolaï               | Auditeur au Conseil d'État          | Préfet de l'Ariège (première Restauration) Préfet de l'Aisne (juillet 1815) Député de l'Aisne (seconde Restauration) |